# 그랜드 하마드 스타디움
그랜드 하마드 경기장(영어: Grand Hamad Stadium) 또는 알아라비 스타디움은 카타르에 위치한 경기장이다. 현재 월드컵 아시아 지역 예선에서 이라크가 홈구장에서 경기를 치를 수 없어서 그랜드 하마드 경기장에서 홈구장 대신 사용하고 있다.

## 기록

### 2020년 하계 올림픽 축구 여자 아시아 지역 2차 예선
| 날짜           | 팀 1          | 스코어 | 팀 2          | 라운드 |
| -------------- | ------------- | ------ | ------------- | ------ |
| 2019년 4월 3일 | 이란          | 0 - 2  | 필리핀        | C조    |
| 2019년 4월 6일 | 필리핀        | 2 - 4  | 중화 타이베이 | C조    |
| 2019년 4월 3일 | 중화 타이베이 | 4 - 1  | 이란          | C조    |